# Pfaffenrod (Taunus)
Der Pfaffenrod bei Schmitten im hessischen Hochtaunuskreis ist ein 596,2 m ü. NHN hoher Berg im Östlichen Hintertaunus, einem Teil des deutschen Mittelgebirges Taunus. In älteren topographischen Kartenwerken wird die Erhebung Pfaffenberg genannt.

## Geographie

### Geographische Lage

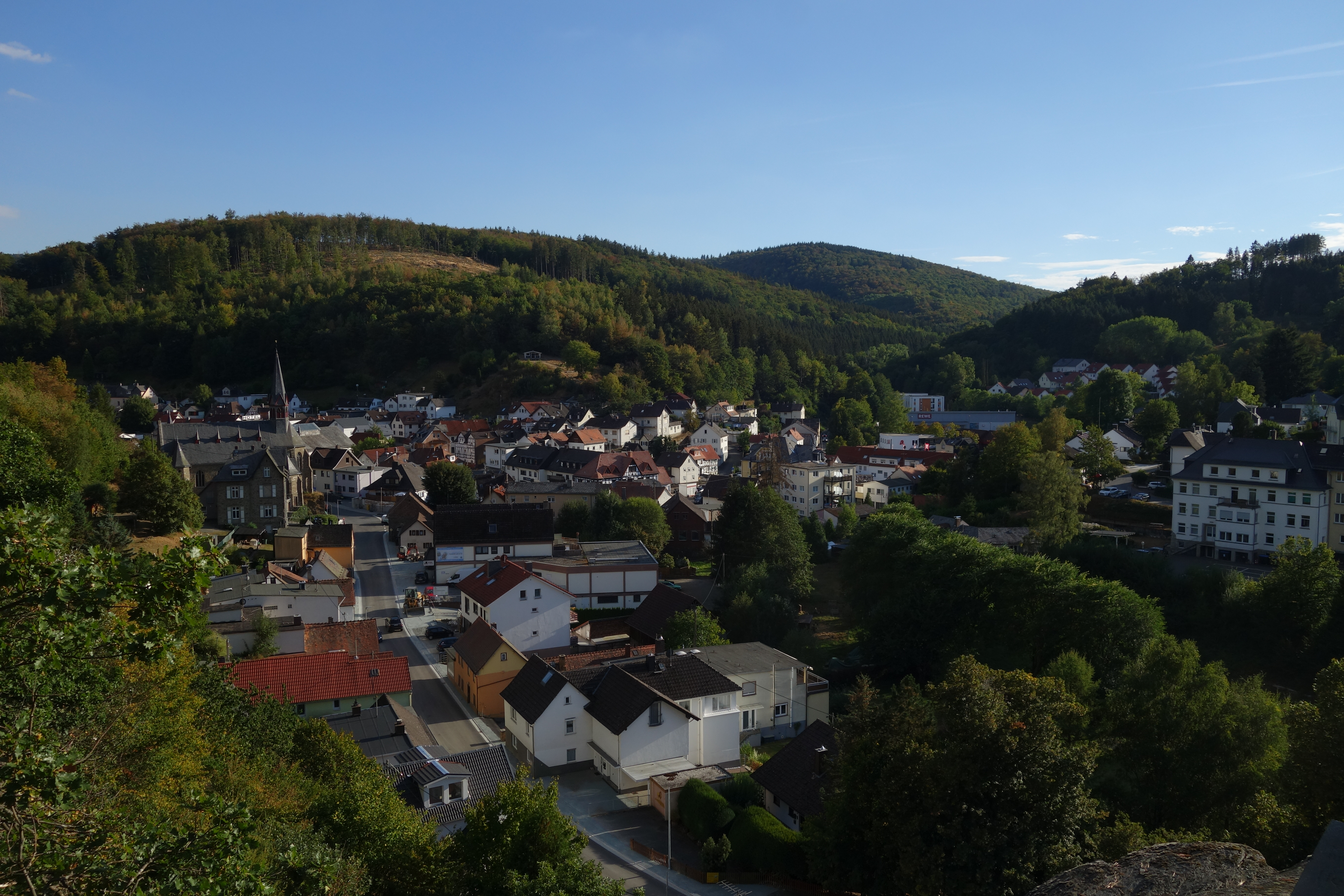
Pfaffenrod über Schmitten (links), daneben Sängelberg; nach rechts erhebt sich der Judenkopf

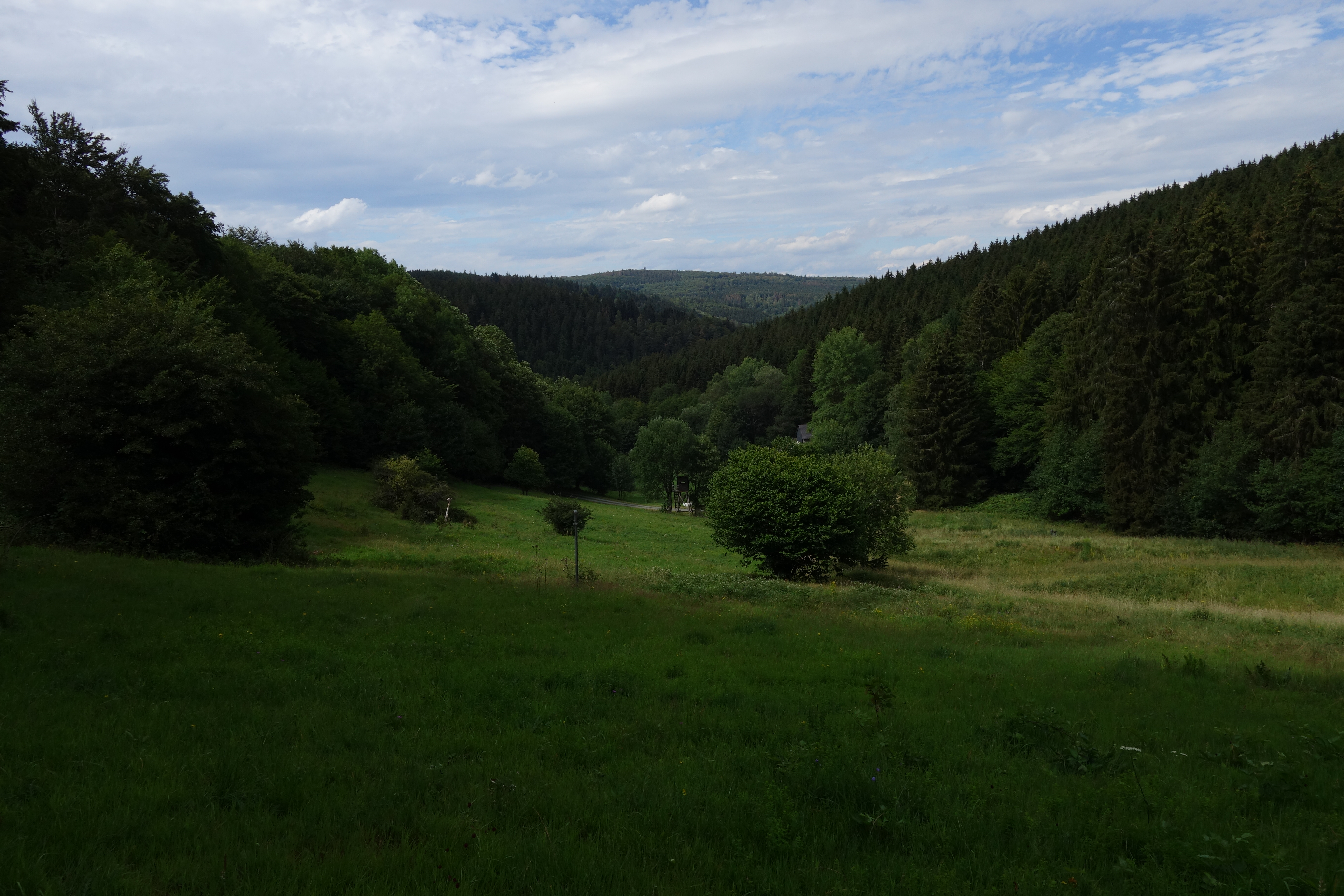
Talgrund zwischen Sängelberg (links der Ausläufer mit Burg Hattstein) und Pfaffenrod (rechts); in der Mitte am Horizont der Pferdskopf, davor der östliche Ausläufer des Judenkopfs.

Der Pfaffenrod liegt im Süden der Gemarkung Schmitten, etwa 1000 Meter südlich des Ortskerns, im Naturpark Taunus. Im Grunde ist er der nördliche Nebengipfel eines Bergrückens, der sich in nordsüdlicher Richtung auf etwa 1500 Meter Länge erstreckt und 320 Meter südlich des Nebengipfels im nicht weiter benannten Hauptgipfel eine Höhe von 611 m erreicht.
Von Schmitten her gesehen teilt der Pfaffenberg die Täler Richtung Südwesten und Südosten. Seine Nordwestflanke bildet das Tal der Weil, die nach Niederreifenberg und weiter zum Taunuspass Rotes Kreuz führt. Die Ostflanke bildet das Tal des Krötenbachs mit dem Schmittener Ortsteil Arnoldshain. Im Westen wird der Pfaffenrod durch den Talgrund gegen den Sängelberg abgegrenzt. Es handelt sich um ein Tal, das von der hochgelegenen Arnoldshainer Siedlung Galgenfeld, am Nordhang des Dillenbergs gelegen, nach Norden zur Weil führt.

### Naturräumliche Zuordnung
Der Pfaffenrod gehört in der naturräumlichen Haupteinheitengruppe Taunus (Nr 30) und in der Haupteinheit Östlicher Hintertaunus (302) zur Untereinheit Pferdskopf-Taunus (302.6).

## Verkehr und Wandern
Rund um den Pfaffenrod verläuft ein Wanderweg, der mit einem roten Hirsch gekennzeichnet ist. Oberhalb von Schmitten befindet sich das Leyhäuschen, eine kleine Schutzhütte.